# Aphelinus automatus
Aphelinus automatus is een vliesvleugelig insect uit de familie Aphelinidae. De wetenschappelijke naam is voor het eerst geldig gepubliceerd in 1911 door Girault.